# Передбачувальне навчання
Передба́чувальне навча́ння (англ. predictive learning) — це одна з методик машинного навчання, за якої агент намагається будувати модель свого середовища, випробовуючи різні дії за різноманітних обставин. Він використовує знання про наслідки, які, як видається, мають його дії, перетворюючи їх на планувальні інструкції. Вони дозволяють агентові діяти у своєму світі цілеспрямовано. Передбачувальне навчання — це одна зі спроб навчання за мінімальної попередньо наявної розумової структури. Її можливо надихнув виклад Піаже того, як діти будують знання про світ через взаємодію з ним. Засадничою книгою для цієї області була книга Ґері Дрешера «Made-up Minds».
Іншою пізнішою теорією передбачувального навчання є система пам'яті—передбачування Джеффа Гокінса, викладена в його книзі «Про інтелект».